# Nam Thư
Trần Thị Nam Thư (sinh ngày 9 tháng 12 năm 1987), thường được biết đến với nghệ danh Nam Thư, là một nữ diễn viên, nhà làm phim kiêm người dẫn chương trình người Việt Nam.

## Tiểu sử
Tên khai sinh của Nam Thư là Trần Thị Nam Thư, sinh ra tại Vũng Tàu nhưng quê gốc ở Huế. Gia đình cô có 4 người gồm ba, mẹ, cô và em trai. Nam Thư là người duy nhất trong gia đình tham gia nghệ thuật.

## Sự nghiệp
Cô tốt nghiệp Đại học Sân khấu Điện ảnh năm 2007 - là bạn cùng lớp với Trấn Thành, Lê Bê La... Sau khi tốt nghiệp, dưới sự dìu dắt và chỉ bảo của Danh hài - Nghệ sĩ ưu tú Hoài Linh cô tham gia vào sân khấu kịch Nụ cười mới. Cô chuyên đảm nhận những vai bi trên sân khấu. Ngoài tham gia diễn kịch cô còn được nhiều khán giả biết đến qua những bộ phim truyền hình như: "Cuộc chiến hoa hồng 2, Xóm Gà..." hay những vai diễn nhỏ trong điện ảnh: "Lật Mặt 1", "Taxi, em tên gì?"...
Tham gia nhiều hoạt động nghệ thuật nhưng đến khi cô tham gia Cười xuyên Việt Phiên bản nghệ sĩ năm 2015 và đạt giải Á quân mới được nhiều khán giả biết đến, cho đến nay cô đã có đông đảo lượng khán giả cho riêng mình. Sở hữu thân hình nóng bỏng, Nam Thư xây dựng hình ảnh bản thân là một nữ diễn viên quyến rũ và xinh đẹp nhưng không kém phần cá tính, đậm chất Nam Thư. Không dừng lại ở vai trò là một diễn viên, cô còn thử sức và tham gia nhiều lĩnh vực khác trong nghệ thuật như Ban cố vấn cho chương trình Cười xuyên Việt tiếu lâm hội 2016, Cười xuyên Việt 2016 và làm MC cùng diễn viên Đại Nghĩa trong chương trình Ngạc nhiên chưa trên HTV7 (2017 - 2018), Mảnh ghép tình yêu (2018). Hiện tại, cô vẫn tham gia diễn kịch tại Sân khấu Thế giới trẻ và nhiều dự án phim ảnh khác.
Ngày 11 tháng 7 năm 2018, trên kênh youtube Nam Thư Official, Nam Thư ra mắt phim cổ trang Nam Phi liên hoàn kế do cô sản xuất và đóng vai chính. Đây là phim thứ 3 do cô sản xuất và phát trên kênh youtube sau Kiều nữ phá án (2016) và Gia đình bá đạo (2016).

## Đời tư
Năm 2024, Nam Thư thay ảnh đại diện trang cá nhân đen trắng với trang phục phản cảm khi ông Nguyễn Phú Trọng từ trần, dẫn đến việc cô cùng với Suni Hạ Linh, Đỗ Khánh Vân và một số nhân vật khác bị lên án vì vô cảm, vô ơn với nỗi đau của toàn dân tộc.

## Tác phẩm

### Phim
| Năm  | Tên phim                             | Vai diễn           | Đóng với                                                  | Kênh                   |
| ---- | ------------------------------------ | ------------------ | --------------------------------------------------------- | ---------------------- |
| 2007 | Hoa Dã Quỳ                           | Tí Nị              | Ngọc Quyên, Khương Ngọc                                   | HTV9                   |
| 2007 | Nữ bác sĩ                            | Kha                |                                                           | HTV9                   |
| 2008 | Acappella                            | Yến                | Nhóm AC&M, Võ Hoàng Yến, Ngọc Thuận                       | HTV9                   |
| 2008 | Gia tài bác sĩ                       | Hoa                |                                                           | HTV9                   |
| 2009 | Siêu mẫu xì trum                     | Uyên Vân           |                                                           | HTV9                   |
| 2010 | Cuộc chiến hoa hồng 2                | Hạ Thảo            |                                                           | SCTV14                 |
| 2011 | Xóm trọ                              | Họa Mi             |                                                           | VTV9                   |
| 2011 | Lốc xoáy tình đời                    | Nguyệt             |                                                           | SCTV14                 |
| 2011 | Vòng tròn cạm bẫy                    |                    |                                                           | VTV1                   |
| 2012 | Xóm Gà                               | Gái                |                                                           | SCTV7                  |
| 2012 | Thiên Sứ Lông Bông                   |                    |                                                           | HTV2                   |
| 2012 | Nỗi đau của hạnh phúc                | Nam Phương         |                                                           | VTV9                   |
| 2013 | Nhà có 5 nàng tiên                   | Khách mời          |                                                           | Phim chiếu rạp         |
| 2014 | Như giọt sương mong manh             | Quỳnh Hoa          |                                                           | Let's Viet             |
| 2014 | Lý bông mai                          | Ty Nguyễn          |                                                           | Let's Viet             |
| 2015 | Chuyện tình bà nội trợ               | Hân                | Huy Khánh                                                 | HTV9                   |
| 2015 | Nghề thế thân                        | Kiều Mơ            | Tiết Cương, Quốc Trường Phan Như Thảo                     | HTV9                   |
| 2015 | Nghiêng nghiêng dòng nước            | Tiên               | Thúy Diễm, Thanh Thức                                     | Let's Viet             |
| 2015 | Truy tìm hung thủ                    | Kim Anh            | Anh Thư, Trí Quang                                        | SCTV14                 |
| 2016 | Kiều nữ phá án                       |                    | Huỳnh Lập, Hứa Minh Đạt                                   | Web Drama              |
| 2016 | Gia đình bá đạo                      |                    | La Thành, Puka                                            | Web Drama              |
| 2016 | Danh vọng phù hoa                    | Ái Ly              | Vân Trang                                                 | THVL1                  |
| 2016 | Táo quân ở trọ                       | Táo bà             | Tim, Trịnh Tú Trung                                       | SCTV1                  |
| 2016 | Lật mặt                              | Khách mời          | Lý Hải                                                    | Phim chiếu rạp         |
| 2017 | Sống trong bóng đêm                  | Thu                | Bích Huyền, Thái Hoà                                      | THVL1                  |
| 2017 | Taxi em tên gì?                      | Khách mời          |                                                           | Phim chiếu rạp         |
| 2017 | Ai mới là bà chủ?                    | Diễm               | Kiều Linh, Puka                                           | Her Voice              |
| 2017 | Hẻm không sợ vợ                      | Lam                | Huy Khánh                                                 | HTV7                   |
| 2017 | Nhật kí vợ chồng son                 | Trâm               |                                                           | HTV7                   |
| 2017 | Chạy đi rồi tính                     | Yêu Nữ             | Hứa Vĩ Văn, Diễm My 9x,Puka, Diệu Nhi                     | Phim chiếu rạp         |
| 2017 | Chí Phèo ngoại truyện                | Bà Kiều            | Thu Trang, Tiến Luật                                      | Phim chiếu rạp         |
| 2017 | Nữ Sát Thủ                           |                    |                                                           | Phim ca nhạc           |
| 2017 | Lan và Điệp                          | Thuý Liễu          |                                                           | Phim ca nhạc           |
| 2017 | Giang hồ chợ mới                     | Thập tứ cô nương   |                                                           | Phim ca nhạc           |
| 2018 | Những đứa con từ trên trời rơi xuống | Linh               | NSƯT Hữu Châu, NSƯT Mỹ Uyên, Tiến Luật, Lê Lộc            | HTV7                   |
| 2018 | Bí mật quý ông                       | Hà                 | Lê Dương Bảo Lâm                                          | THVL1                  |
| 2018 | Chị em song sinh - hàng xóm tốt bụng | Nhung              | BB Trần, Hải Triều                                        | Web Drama              |
| 2018 | Hài Ma                               | Bà 3               | Kiều Linh                                                 | Web Drama              |
| 2018 | Tấm Cám chuyện Huỳnh Lập kể          | dân nữ bao đồng    | Huỳnh Lập                                                 | Web Drama              |
| 2018 | Nam Phi - Liên Hoàn Kế               | Nam Phi            | BB Trần, Hải Triều, Quang Trung, Minh Dự                  | Web Drama              |
| 2018 | Những bà mẹ bỉm sữa                  | Quân sư Khánh Ngọc | Puka, Khả Như,                                            | HTV7                   |
| 2018 | Trang trại hoa hồng                  | Thu                | Ngọc Lan, Tú Vi, Đoàn Thanh Tài,                          | VTV1                   |
| 2018 | Vi Cá Tiền Truyện                    | Thập Tứ            | Quách Ngọc Tuyên, Hứa Minh Đạt                            | Web Drama              |
| 2019 | Thập Tứ Cô Nương                     | Thập Tứ            | Quách Ngọc Tuyên, Lê Dương Bảo Lâm, Hứa Minh Đạt, Chí Tài | Web Drama              |
| 2019 | Oppa! Phiền Quá Nha                  |                    | Hari Won                                                  | Phim chiếu rạp         |
| 2019 | Ai Là Người Thứ Ba ?                 | Linh Phương        | Tú Vi, Pom                                                | Web Drama              |
| 2019 | Ma                                   | Bà Ba              | Kiều Linh, Hoài Linh, Huỳnh Lập                           | Web Drama              |
| 2019 | Nhà Trọ Còn Quá Trời Phòng           | Thơ Hột Lệ         | Duy Khánh, Jun Phạm, Võ Đăng Khoa, Quang Trung, Huỳnh Lập | Web Drama              |
| 2020 | Gia Đình Hoà Thuận                   | Thư                | NSND Hồng Vân,Ngọc Lan, Huy Khánh, NSƯT Phi Điểu          | VTV9                   |
| 2020 | Nhà Trọ Có Quá Trời Phòng (Phần 2)   | Thơ Hột Lệ         | Minh Dự, Huỳnh Lập, Lê Dương Bảo Lâm, Huy Khánh           | Web Drama              |
| 2022 | Hồ sơ tội ác                         | Ami Phạm           |                                                           | SCTV14                 |
| 2022 | Chuyện của hiền                      |                    |                                                           |                        |
| 2023 | Nhà trọ có Quá trời Phòng (phần 3)   | Thơ Hột Lệ         |                                                           | Web Drama              |
| 2023 | Quỷ Cẩu                              | Liễu               | Vân Dung , Quang Tuấn , Kim Xuân , ...                    | Phim điện ảnh Việt Nam |

## Sân khấu

### Tiểu phẩm hài

#### Các tiểu phẩm hài Nam Thư dàn dựng và thể hiện trong Cười xuyên Việt phiên bản nghệ sĩ 2015
- Tập 1: Láng giềng (Nam Thư - Hoàng Khánh - Thái Quốc Nguyên)
- Tập 2 (Chủ đề: Cổ tích truyện tranh): Dế Mèn phiêu lưu ký
- Tập 3 (Chủ đề Thời sự - Xã hội): Đòi nợ (Nam Thư - Hoàng Khánh - Anh Tú - Mai Tài Phến)
- Tập 4 (Chủ đề Thần tượng): Nghêu Sò Ốc Hến (Nam Thư - Lê Dương Bảo Lâm - Anh Tú - Mai Tài Phến)
- Tập 5 (Chủ đề Nhạc kịch): Đêm đô Thị (Nam Thư - Thanh Tân - Hoàng Khánh - Anh Tú - Vũ Trần)
- Tập 7 (Chủ đề Thách đấu): Lạc trên đảo hoang (Nam Thư - Thanh Tân - Hứa Minh Đạt)
- Tập 8 (Chủ đề Kinh dị): Tấm Cam (Nam Thư - Hải Triều - Hoàng Khánh)
- Tập 9 (Chủ đề Tết): Bến xe nhân ái (Nam Thư - Hứa Minh Đạt)
- Tập 10 (Chủ đề Ước mơ - khát vọng): Khi phù thủy cô đơn (Anh Tú - Hoàng Khánh - Thanh Tân - Phương Lan - Khánh Uyên - Vũ Trần)
- Tập 11 (Lội ngược dòng): Trà hoa nữ (Nam Thư - Anh Tú - Hoàng Khánh)
- Tập 12 (Chung kết): Tình muộn (Nam Thư - Trường Giang)

#### Các tiểu phẩm trong Tám 360
- Tám 360: Sống ảo
- Tám 360: Trọng Thủy - Mỵ Châu

#### Các tiểu phẩm trong chương trình diễn hài của các nghệ sĩ hài
- Hài Nhật Cường: Ảo tưởng sắc đẹp
- Hài Nhật Cường: Cười để nhớ: Nụ cười xuân (2014)
- Hài Nam Thư tuyển tập: Kiều nữ làng hài (ft Phương Dung, Thái Hòa, Kiều Linh, Cát Phượng...)
- Hài Tiểu Bảo Quốc: Cơm và Phở

#### Các tiểu phẩm trong các chương trình diễn hài khác
- Hài tết 2016: Gặp nhau để cười
- Sinh nhật của ba
- Thử thách dân hài: Siêu tàng hình
- Coi chồng như Osin
- Chàng rể quý
- Hố Kèo (Trường Giang)
- Vợ ơi anh muốn có chồng
- Tàu hủ (Việt Hương - Huỳnh Lập - La Thành)
- Osin là ông nội (Hoài Linh - Chí Tài - Trường Giang)
- Tiết kiệm (Hứa Minh Đạt - Gia Linh - Hoài Lâm)
- Đại gia đình (Hoài Linh - Vũ Văn Long - Lê Hoàng)
- Ma giữa ban ngày (Duy Mỹ - Vũ Thanh - Phi Phụng)
- Chuyện xóm giềng (Loan Phụng - Tô Thiên Kiều)
- Tư duy trí tuệ (Trấn Thành) - Hiểu Lầm (Trường Giang)
- Nhà tắm sinh viên (Phí Nga - Quách Ngọc Tuyên)
- Các con của mẹ (NSƯT Thanh Vy - Xuân Hồng)
- Gia đình bá đạo (Hoài Linh - Trường Giang - Hứa Minh Đạt)
- Đạo diễn Tiết Canh (Tiết Cương)
- Nghèo cho sạch rách cho thơm (Khánh Bình - Loan Phụng)
- Gặp chuyện khó có thần tài
- Nụ hôn
- Soi mình trong gương (số 55, 72, 159, 175, 176, 183)
- Quỷ Vô thường (Việt Hương - 2016)
- Gia đình quái đản (2017)
- Mỹ nhân xuyên không (2017)
- Ngộ quá ngộ (Cát Phượng - 2017)
- Tiểu Phẩm Kiều Nữ Đại Gia - Trường Giang, Thanh Tân, Nam Thư, Lâm Vĩ Dạ (2017)

### Đóng MV
- Bà xã tui number one (ca sĩ Tống Gia Vỹ)

### Liveshow và kịch dài
- Hoài Linh Kungfu Phần 1
- Liveshow Tiết Cương: Hài Tình ảo
- Liveshow Chí Tài 2016 - Chuyện tình yêu
- Liveshow Trường Giang - Chàng Hề Xứ Quảng
- Liveshow Cười để nhớ 1 (Nhật Cường)
- Liveshow Cười để nhớ 3 (Nhật Cường)
- Liveshow Hoài Linh 8 - Nghĩa địa
- Liveshow Hoài Linh - Nàng tiên ngổ ngáo
- Liveshow Hoài Linh - Đời Bạc lắm...Kệ, cười trước đã
- Liveshow Đàm Vĩnh Hưng 2016 - Mãi mãi bên em
- Kịch: Nữ quái tống tiền
- Kịch: Cuộc phiêu lưu của những bức thư tình
- Kịch: Cưới liều
- Kịch: Ba anh kua má em
- Kịch: Chuyến xe ngày tết (2015)
- Kịch: Yêu...đừng đùa nhé
- Kịch: Siêu sao đồng ruộng
- Kịch: Tình cha
- Kịch: Câu lạc bộ quý bà
- Kịch: Yêu lại từ đầu
- Kịch: Thương nhau để đó
- Kịch: Không đội trời chung
- Kịch: Thập diện Diêm Vương
- Kịch: Chuyện vợ chồng
- Kịch: Ai là cô dâu
- Kịch: Anh chàng giả gái
- Kịch: Ngày tận thế
- Kịch: Điên điên mà nên duyên
- Kịch: Chuyện tình tay 4
- Kịch: Vợ chồng son
- Kịch: Ông già lắm chiêu
- Kịch: Bụi đời teen
- Kịch: Gia vũ yên đăng (2017, 2018)
- Kịch: Huyết oán (2017)
- Liveshow Kiều Minh Tuấn - Em 18 chưa (2017)
- Liveshow Hoài Linh (2018) - Sui gia đối mặt
- Liveshow Hoài Linh - Những đứa con hư (2017)
- Kịch: Làm người ai làm thế (2017)
- Kịch: Tấm độc đắc 0 đồng (2017)
- Kịch: Tình kỹ nữ (2018 - Vai Nhã Vy)
- Kịch: Thâm cung nội chiến (2018 - Vai Tiểu Liên)
- Kịch: Mỹ nhân kế (2018)

## Giải thưởng
- Á Quân Cười Xuyên Việt Phiên Bản Nghệ sĩ 2015
- Á Quân Quyền Lực Ghế Nóng 2018